# Nina Hartley
Nina Hartley (eredeti nevén Marie Louise Hartman)  (Berkeley, Kalifornia, 1959. március 11. –) amerikai pornószínésznő, fotómodell, sztriptíztáncosnő, pornófilm-rendező, szexoktató, feminista aktivista, írónő. Több száz szexfilmben szerepelt, köztük számos első vonalbeli („high-profile”) pornófilm főszereplője volt, az 1980-as–90-es évek legismertebb pornószínésznőinek egyike. Az ezredforduló után is vállalt filmszerepet, rendezőként is ismert, (amerikai) szexoktató műsorokban szerepel, feminista fórumokon nyilvánul meg. Élettársa Ernest Greene pornófilm-rendező (2003-tól).

## Élete

### Származása
Marie Louise Hartman a kaliforniai Berkeleyben született 1959-ben, egy szocialista érzelmű zsidó család négy gyermeke közül a legfiatalabbként, két bátyja és egy idősebb nővére mellett.
San Francisco környékén nőtt fel. Még fiatal volt, amikor szülei áttértek a buddhista vallásra.
Középiskolai tanulmányait 1977-ben fejezte be. A San Franciscó-i Állami Egyetem (San Francisco State University) ápolónőképző főiskolájára (undergraduate nursing school) jelentkezett, itt 1985-ben diplomás ápolónői képzettséget szerzett magna cum laude minősítéssel. Szerepel a képzett ápolónők szakmai névjegyzékében.

### Pornószínésznői pályája

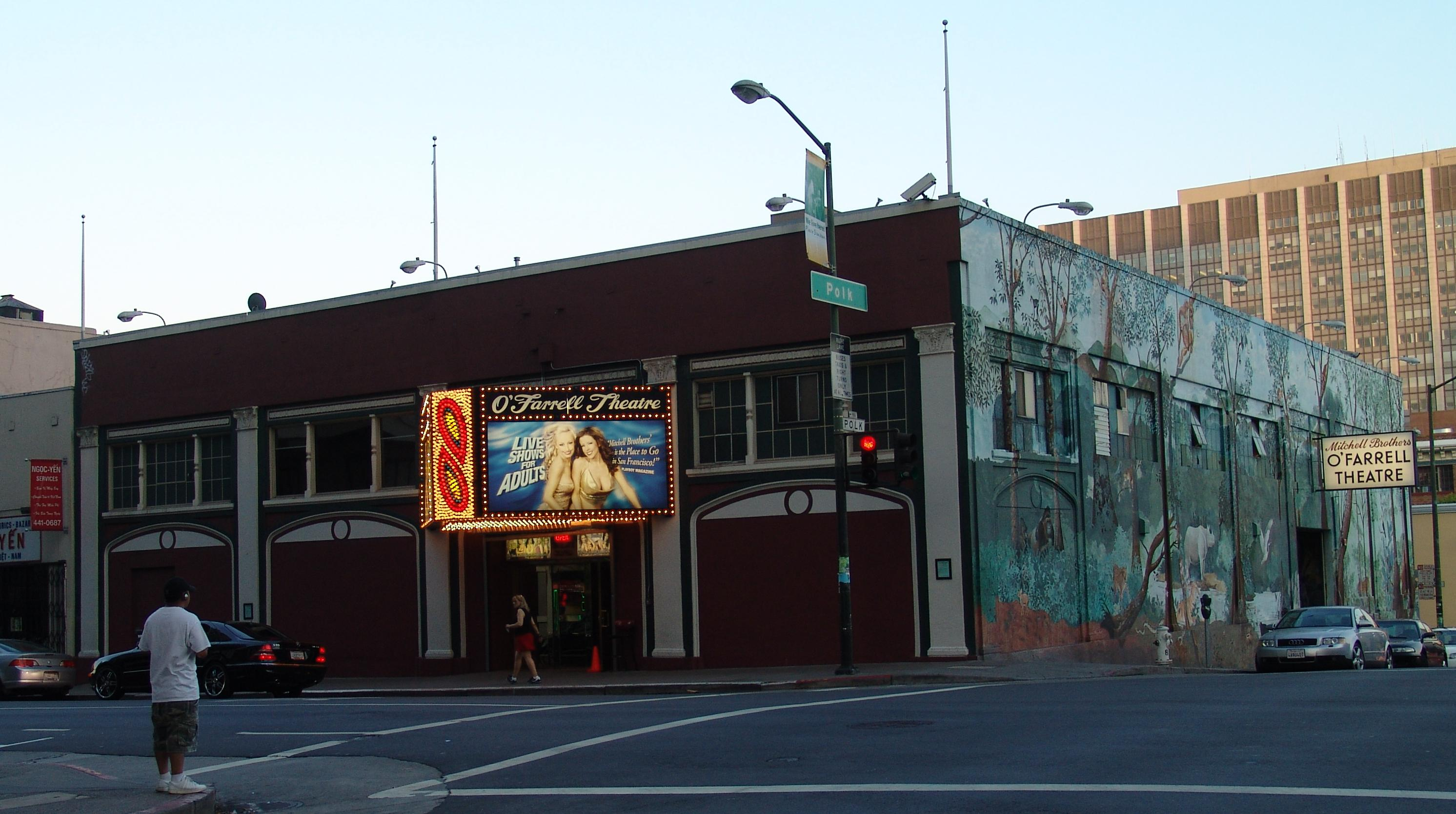
A San Franciscó-i Mitchell Brothers O’Farrell Theatre

1982-ben, főiskolai tanulmányainak második évében kezdett sztriptíztáncosnőként dolgozni a San Franciscó-i „Mitchell Brothers O’Farrell Theatre” nevű éjszakai lokálban.
1984-ben végzős főiskolásként ugrott bele a pornográf filmezésbe. Az „Educating Nina” c. pornófilmben debütált, amelyet egy veterán pornósztár, Juliet Anderson (művésznevén Aunt Peg) rendezett. Kirobbanó siker lett. Azóta több mint 400 pornófilmben kapott fő szerepet. Az iparág egyik legmerészebb és legismertebb szereplőjévé avanzsált. A pornófilm-szakma szerint legjobb alakításait anális szex-, fajtaközi (interracial) és leszbikus jelenetekben adta. A korszak legismertebb pornószínészeivel és -színésznőivel szerepelt közös jelenetekben (Ashlyn Gere, Barbara Dare, Ginger Lynn, Peter North, Seka, Sharon Mitchell és mások). Szép formájú hátsóját gyakran emlegetik a „szakma legszebb popsija”ként („best ass in the business”).
1993-ban Las Vegasban, a pornóproducerek egyik pénzfelhajtó estélyének keretében (10 másik pornószínésznővel együtt) Nina Hartley részt vett egy leszbikus show-műsorban. Egy jelenlévő civil ruhás rendőrtiszt jelentése alapján a show résztvevőit leszbikus fajtalansággal és prostitúcióra való felhívással vádolták meg, amelynek büntethetősége 12 évig terjedhetett. Hartley azonban módot kapott, hogy bűnösnek vallhassa magát illetlen viselkedésben, ezért csak szabálysértésért marasztalták el. A történet leírása megjelent Wendy McElroy 1995-ben megjelent „XXX: A Woman's Right to Pornography” c. interjúkötetében is.
1996-ban szexmentes szerepet kapott a kanadai Sky Gilbert rendező „Bubbles Galore” c. filmjében. 1997-ben szerencsét próbált a hollywoodi „mainstream” filmiparban: Paul Thomas Anderson játékfilmjében, a „Boogie Nights”-ban Little Bill (William H. Macy) kicsapongó életű, hűtlen feleségét játszotta, akit megalázott férje végül meggyilkol.
2006-ban „Nina Hartley's Guide to Total Sex” címmel kiadta első könyvét.

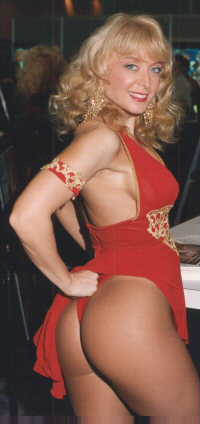
Nina Hartley, és „a szakma legszebb popsija”

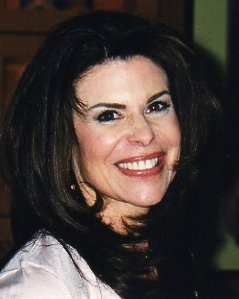
Ona Zee pornószínésznő

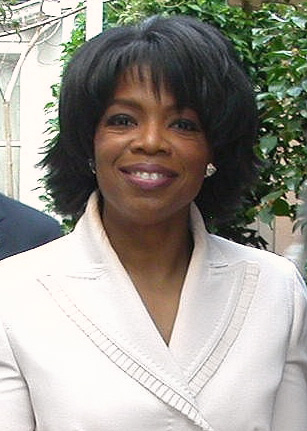
Oprah Winfrey moderátor

2008-ban, az amerikai elnök- és alelnök-jelöltek választási harcának idején készült Jerome Tanner rendező „Who's Nailin’ Paylin?” c. pornográf paródiafilmje, ahol Nina Hartley Hillary Clinton hasonmását játszotta, partnerei Lisa Ann és Jada Fire pornószínésznők voltak, „Serra Paylin” és „Condi” szerepében (Sarah Palin és Condoleezza Rice hasonmásaiként).
Jelenleg (2010-ben) is aktívan szerepel, elsősorban „érett női” pornográf szerepekben, így Nica Noelle rendező több leszbo-erotikus filmjében is. Partnerei az újabb generációk fiatal színésznői. Elejtett megjegyzése: „A nők, akikkel ma együtt dolgozom, fiatalabbak, mint a mellimplantátumaim.”
Emellett rendezőként készített egy sor „oktatófilmet”, ezek Nina Hartley’s Guide to... címmel kerültek forgalomba, amelyekben a nemi tevékenység teljes spektrumát részletesen bemutatja, az előjátéktól a hagyományos közösülésen és az anális szexen át a speciális (BDSM) szokásokig.
Sztriptízklubok jelenleg (2010-ben) is rendszeresen felkérik személyes fellépésekre. Gyakran szerepel az USA déli államaiban, főleg Texasban, ahol népszerűsége töretlen maradt annak ellenére, hogy nyíltan elutasítja a faji megkülönböztetés arrafelé még élő formáit is.

### Politikai és társadalmi szereplései
Hangsúlyosan szocialista, liberális nézeteit és aktív feminista álláspontját nyilvánosan is kifejtette.
Női hallgatóit így biztatta: „A szexet nem a férfiak teszik veletek, nem is ők hozzák ki belőletek. A szex olyasmi, amibe nagy kedvvel bele kell ugrani, és minden cseppjét kiélvezni ugyanúgy, ahogy a férfiak.”
A pornófilm hőskorában, amikor a szexipar terjedését heves jogi és társadalmi viták kísérték, Nina Hartley harcosan kiállt a pornográfia létjogosultsága mellett. Jenna Jameson közismertté válása előtt őt hívták a televíziós hírműsorokba és talk show-kba, ahol a prostituáltak álláspontját egy befutott filmszínésznő tekintélyével képviselte. A legnagyobb figyelmet Oprah Winfrey show-műsora keltette, ahol Hartley Ona Zee pornószínésznővel együtt szerepelt. A főleg nőkből álló hallgatóság támadó kérdésekkel bombázta őket, de mindketten állhatatosan védelmezték a pornográf filmipart, mint az „egyén szabadságának és szexuális felvilágosításának” eszközét. Ugyanakkor mindketten elítélték az iparágban terjedő illegális kábítószer-fogyasztást.

### Művészneve, testi adottságai
Egy interjúban elmondta, a „Nina” keresztnevet akkor vette fel, amikor San-Franciscóban dolgozott táncosnőként. Ezt a nevet a japán turisták könnyen ki tudták ejteni. A „Hartley” művésznevet azért választotta, mert hasonlít eredeti családnevéhez, és „olyan név, amely valódiként hangzik”.
Testmagassága 162,5 cm (5 láb és 4’’). Testsúlya (2008-ban) 64 kg (141 font).
Testméretei 89C–61–96 cm (35C–24–38’’), szeme világoskék, haja szőke, vonásainak jellege német, svájci és zsidó felmenőket mutat, összes filmszerepeinek száma 800 fölött.

### Magánélete
Nina Hartley nyíltan biszexuális.
A pornófilmiparban ritkán előforduló módon két évtizeden át stabil „hármas párkapcsolatban” élt Dave nevű férjével (akit 19 éves korában ismert meg), és egy Bobby Lilly nevű nővel, a „Kaliforniaiak Cenzúraellenes Összefogása” (Californians Against Censorship Together) nevű szervezet egyik vezetőjével, aki szintén harcos feminista, az 1980-as évek elején a Feminist Anti-Censorship Taskforce (FACT) aktivistájaként is ténykedett.
2003-ban Nina Hartley elhagyta férjét, de Bobby Lillyt nem. Még ugyanabban az évben férjhez ment Ira Levine (er. Ernest Greene) pornórendezőhöz (* 1952).
A férje által rendezett BDSM-filmek közül a „Guide to the Ultimate Sex Party” (2006) és az „O: the Power of Submission” (2006) címűekben ő maga is szerepel.
Gyermeke nem született, sajtóvélekedések szerint igénye sem volt rá, de egészségügyi problémái miatt módja sem volt erre. Testvérei révén több unokaöccse és unokahúga van.

## Díjai
A pornószakma számos díját elnyerte. AVN-díjai (Adult Video News Awards):
- Best Non-Sex Performance, a Not Bewitched XXX c. filmbeli alakításáért (2009)[30]
- Best Specialty Tape, a Nina Hartley's Private Sessions 13 c. filmbéli szado-mazo alakításért, 2005
- Best Specialty Tape, a Nina Hartley's Guide To Spanking c. filmbéli alakításért, 2005
- Best Supporting Actress, a The Last X-Rated Movie c. filmért, 1991
- Best Couples Sex Scene, az Amanda By Night II c. filmért, 1987
- Best Couples Sex Scene, a Sensual Escape c. film video-változatáért, 1989
- Best Supporting Actress, a Portrait of an Affair filmért, 1989
- Best Actress – a Debbie Duz Dishes video-változatáért, 1987

## Filmjei (kivonatos)
- Afro Erotica 19 (1987)
- Barbara Dare's Prime Choice (1987)
- Barbara the Barbarian (1987)
- Blazing Bedrooms (1987)
- Born to Be Bad (1987)
- Breakin' All the Rules (1987)
- Club Ecstasy (1987)
- Dangerous Women (1987)
- Debbie Duz Dishes III (1987)
- Dollface (1987)
- Dr. Blacklove (1987)
- Missing Pieces (1985)
- Personal Best (1985)
- The Pink Panties (1985)
- Rear Action Girls 2 (1985)
- Rock Hard (1985)
- Sex-a-vision (1985)
- Shaved Bunnies (1985)
- Showdown (1985)
- Showgirls (1985)
- Swedish Erotica 68 (1985)
- Ten Little Maidens (1985)
- Trick or Treat (1985)
- Xstasy (1985)
- Fooling Around (1984)
- Anal Annie and the Backdoor Housewives (1984)
- Ball Busters (1984)
- Butter Me Up (1984)
- Educating Nina (1984)
- Hot Numbers (1984)
- Hustler 17 (1984)
- Looking for Lust (1984)

## Szakirodalom
- Nicolas Barbano: Verdens 25 hotteste pornostjerner, Rosinante, Denmark, 1999. ISBN 87-7357-961-0 (dánul)
- Timothy Greenfield-Sanders – Nina Hartley: XXX: 30 Porn-Star Portraits, Bulfinch, USA, 2004. (angolul) ISBN 0821277545
- Nina Hartley: Nina Hartley's Guide to Total Sex, Avery, USA 2006. (angolul) ISBN 1583332634
- Louis Marvin: The New Goddesses, AF Press, USA, 1987. ISBN 0-912442-99-9 (angolul)
- David McCumber: X-Rated, Pinnacle Books, 1996. ISBN 0786011130 (angolul) Online változat: p139–149 Google Books